# John Kininmont Dunlop
Sir John Kininmont Dunlop, britanski general, * 1892, † 1974.